# Літературний твір
Літературний твір — це твір у галузі літератури.
Літературні твори бувають письмові та усні.

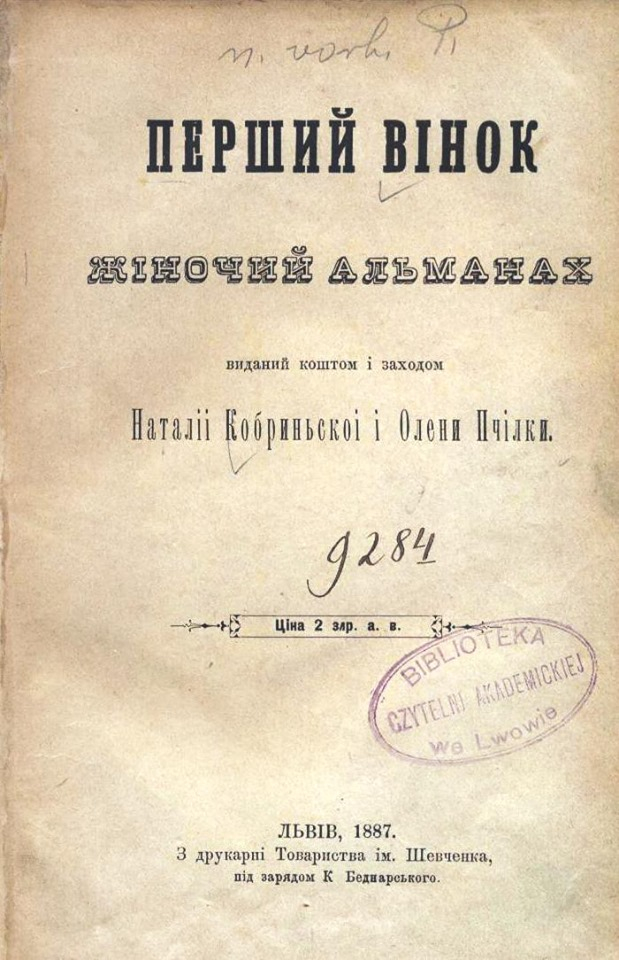
Альманах «Перший вінок» містить низку літературних творів

До письмових літературних творів відносяться такі традиційні твори, як романи, казки, вірші, статті, наукові праці тощо, а також нетрадиційні, твори практичнішого призначення: рекламні тексти, інструкції з експлуатації техніки, технічні завдання, положення про оплату праці, посібник користувача та інші твори, котрі за допомогою символів та знаків фіксуються на матеріальному носії інформації.
Зазвичай матеріальним носієм письмового літературного твору є папір, але не слід забувати й про інші, нетрадиційні, матеріальні носії, такі як дискета, компакт-диск тощо. Об'єктивна форма письмового літературного твору допускає сприйняття твору третіми особами.
До усних літературних творів належать промови, лекції, доповіді та інші виступи.
Усний літературний твір не має такого матеріального об'єкта, як примірник твору. Такий твір може бути закріплений за допомогою аудіо- або відеозапису, але результатами такого закріплення будуть фонограма та відеограма відповідно.

## Інтелектуальна власність
Літературний твір є одним із об'єктів права інтелектуальної власності, зокрема авторського права.